# Criollo caboverdiano
El criollo caboverdiano es una lengua criolla portuguesa minoritaria originaria del archipiélago de Cabo Verde. Es un criollo con base léxica en el portugués y un sustrato de lenguas africanas, originada en la época de la colonización portuguesa.
Se trata del criollo portugués más hablado del mundo y también es la lengua criolla actualmente hablada más antigua de la que se tiene constancia, por lo que es de particular importancia para el estudio de la criollística. En realidad está conformada por un conjunto de dialectos, hablados cada uno en cada una de las islas que forman el país, donde la práctica totalidad de la población tiene este criollo portugués como lengua materna. También es hablado por comunidades descendientes de Cabo Verde en otras partes del mundo, como Europa, Estados Unidos u otros países africanos.
Aunque el 90 % de su léxico derive del portugués, los criollos no son inteligibles con su idioma lexificador, pues la gramática, la sintaxis y parte de su fonología están basadas en idiomas nativos de África occidental, que forman el adstrato básico del criollo.

## Nombre y relevancia
A pesar de ser designado por los especialistas como "criollo caboverdiano", sus hablantes se refieren a este idioma simplemente como "criollo" (Kriolu o kriol en la lengua misma). El nombre de "caboverdiano" (en criollo, kabuverdianu) o "língua criola caboverdiana" (língua kriolu kabuverdianu en los dialectos de Sotavento y língua kriolu kabverdian en los dialectos de Barlovento) tiene un carácter estandarizador que le pretende conferir el estatuto de lengua oficial del país, pero no es muy usado por sus hablantes mismos.
Precisamente, se trata de una de las pocas lenguas criollas en vías de ser reconocida como lengua oficial e institucional, junto con otros ejemplos como el criollo haitiano. También es el criollo portugués más estudiado y con mayor número de hablantes nativos, y debido a su antigüedad, resulta también importante para estudiosos de las lenguas criollas y de la lengua portuguesa, pues el criollo ha conservado algunos rasgos característicos del portugués hablado entre los siglos XV al XVII, sobre todo en lo que se refiere al léxico, fonología y semántica.

## Fonología
El sistema fonológico del criollo caboverdiano viene sobre todo del portugués de los siglos XV al XVII. Entre algunas características conservadoras, el criollo ha mantenido las consonantes africadas /ʤ/ y /ʧ/ (escritas como ⟨j⟩ (a principio de palabra) y ⟨ch⟩ en portugués antiguo) que han desaparecido en el portugués hablado a día de hoy, y las vocales pretónicas no se reducen como sí lo hacen el portugués europeo. Entre algunas características innovadoras, el fonema /ʎ/ (escrito ⟨lh⟩ en portugués) evolucionó hacia /ʤ/ y las vocales sufrieron varios fenómenos fonéticos.

### Vocales
Encontramos ocho vocales orales y sus correspondientes vocales nasales, dando un total de dieciséis vocales:
|              | Anteriores | Anteriores | Centrales | Centrales | Posteriores | Posteriores |
| orales       | nasales    | orales     | nasales   | orales    | nasales     |             |
| ------------ | ---------- | ---------- | --------- | --------- | ----------- | ----------- |
| Cerradas     | i          | ĩ          |           |           | u           | ũ           |
| Semicerradas | e          | ẽ          |           |           | o           | õ           |
| Semiabiertas | ɛ          | ɛ̃          | ɐ         | ɐ̃         | ɔ           | ɔ̃           |
| Abiertas     |            |            | a         | ã         |             |             |

### Consonantes y semivocales
|                   | Labial | Labial | Dental/ Alveolar | Dental/ Alveolar | Postalveolar/ Palatal | Postalveolar/ Palatal | Velar | Velar | Uvular | Uvular |
| ----------------- | ------ | ------ | ---------------- | ---------------- | --------------------- | --------------------- | ----- | ----- | ------ | ------ |
| Nasal             | m      | m      | n                | n                | ɲ                     | ɲ                     | ŋ     | ŋ     |        |        |
| Oclusiva          | p      | b      | t                | d                |                       |                       | k     | g     |        |        |
| Africada          |        |        |                  |                  | tʃ                    | dʒ                    |       |       |        |        |
| Fricativa         | f      | v      | s                | z                | ʃ                     | ʒ                     |       |       |        | (ʁ)    |
| Vibrante simple   |        |        | ɾ                | ɾ                |                       |                       |       |       |        |        |
| Vibrante múltiple |        |        | (r)              | (r)              |                       |                       |       |       | ʀ      | ʀ      |
| Aproximante       | w      | w      |                  |                  | j                     | j                     |       |       |        |        |
| Lateral           |        |        | l                | l                | ʎ                     | ʎ                     |       |       |        |        |

- Nota: los sonidos [r], [ʁ] y [ʀ] son variantes del mismo fonema /ʀ/.

## Vocabulario
El vocabulario del criollo caboverdiano viene en gran parte del portugués. Aunque las diversas fuentes no están de acuerdo, los números oscilan entre el 90% y 95% de las palabras originarias del portugués. El restante proviene de diversas lenguas de África Occidental (mandinga, wolof, fula, balanta, manyaco, temné, etc.) y una minoría residual proveniente de otras lenguas (inglés, francés, latín, etc.).
La página de Etimologías del Dicionário Caboverdiano Português On-Line proporciona una idea de los diferentes orígenes del vocabulario caboverdiano.
El criollo mantiene algunos vocablos que ya han caído en desuso en el portugués contemporáneo. Otros vocablos, aunque persistan en el portugués contemporáneo, o bien mantuvieron el significado que tenían antiguamente, o bien sufrieron evoluciones semánticas. Por ejemplo:
| Palabra en criollo | Palabra en portugués | Significado que tiene en portugués | Significado que tiene en criollo |
| ------------------ | -------------------- | ---------------------------------- | -------------------------------- |
| afrónta            | afronta              | afrenta, desafío                   | desesperación, inquietud         |
| botâ               | botar                | colocar, poner                     | arrojar, lanzar                  |
| confortâ           | confortar            | confortar                          | resignarse                       |
| fadíga             | fadiga               | cansancio, fatiga                  | irritación, preocupación         |
| fúscu              | fusco                | oscuro                             | borracho                         |
| limária            | alimária             | alimaña                            | animal de ganado                 |
| máncu              | manco                | manco                              | cojo                             |
| papiâ              | papear               | papar, comer                       | hablar                           |
| pintchâ            | pinchar              | pinchar                            | empujar                          |
| pólpa              | polpa                | pulpa                              | nalgas                           |
| pupâ               | apupar               |                                    | gritar                           |
| tchêu              | cheio                | lleno                              | mucho, mucha, muchos, muchas     |

## Dialectos
Pese a su pequeñez territorial, la situación de insularidad de Cabo Verde ha hecho que cada isla desarrolle su propia manera de hablar el criollo. Cada una de estas nueve formas (hay 10 islas, una de las cuales no está habitada) es justificadamente un dialecto diferente, pero las autoridades lingüísticas de Cabo Verde acostumbran a llamarlas "variantes" de una lengua única, y no se refieren a ellas como nueve idiomas distintos. Estas variantes pueden ser agrupadas en dos grandes variedades: al sur tenemos los criollos de Sotavento, que engloba las variantes de Brava, Fogo, Santiago y Maio. Al norte tenemos los criollos de Barlovento, que comprende las variantes de Boa Vista, Sal, São Nicolau, São Vicente y Santo Antão.
Algunas características de los criollos de Sotavento:
- El aspecto imperfectivo del pasado se forma uniendo la partícula de pasado ~ba al verbo tâ + V + ba.
- El pronombre personal para la segunda persona del plural es nhôs.
- La forma de sujeto del pronombre personal para la primera persona del singular se representa con una nasalización. Ej. m' andâ pronunciado /ƞ ɐ̃ˈdɐ/ en lugar de /m ɐ̃ˈdɐ/ "anduve", m’ stâ tâ sintí pronunciado /ƞ stɐ tɐ sĩˈti/ en lugar de /m stɐ tɐ sĩˈti/ "estoy sintiendo", m’ labába pronunciado /ƞ lɐˈbabɐ/ en lugar de /m lɐˈbabɐ/ "había lavado".
- La forma de objeto del pronombre personal para la primera persona del singular desaparece, pero nasaliza la vocal precedente. Ej. lebâ-m’ pronunciado /leˈbɐ̃/ en lugar de /leˈbɐm/ "llévame", metê-m’ pronunciado /meˈtẽ/ en lugar de /meˈtem/ "méteme", cudí-m’ pronunciado /kuˈdĩ/ en lugar de /kuˈdim/ "respóndeme", compô-m’ pronunciado /kõˈpõ/ en lugar de /kõˈpom/ "arréglame", bumbú-m’ pronunciado /bũˈbũ/ en lugar de /bũˈbum/ "ponme en la espalda".

Algunas características de los criollos de Barlovento:
- El aspecto imperfectivo del pasado se forma uniendo la partícula de pasado ~va al actualizador verbal táva + V.
- El pronombre personal para la segunda persona del plural es b'sôt.
- Las vocales átonas /i/ y /u/ desaparecen frecuentemente. Ej. c’mádr’ /kmadɾ/ en lugar de cumádri /kuˈmadɾi/ "comadre", v’lúd’ /vlud/ en lugar de vilúdu /viˈludu/ "terciopelo", c’dí /kdi/ en lugar de cudí /kuˈdi/ "responder", tch’gâ /ʧɡɐ/ en lugar de tchigâ /ʧiˈɡɐ/ "llegar".
- Velarización del sonido /a/ tónico (oral o nasal) hacia /ɔ/ en las palabras que terminan con el sonido /u/. Ej. ólt’ /ɔlt/ en lugar de áltu /ˈaltu/ "alto", cónd’ /kɔ̃d/ en lugar de cándu /ˈkãdu/ "cuando", macóc’ /mɐˈkɔk/ en lugar de macácu /mɐˈkaku/ "mono". Ocurre lo mismo con los pronombres: b’tó-b’ /ptɔb/ en lugar de botá-bu /boˈtabu/ "lanzarte".

De un punto de vista lingüístico, las variantes más importantes son las de Fogo, Santiago, São Nicolau y Santo Antão, y cualquier estudio profundo del criollo debe tener en cuenta por lo menos esas cuatro variantes. Son las únicas islas que recibieron esclavos directamente del continente africano, y son las islas que poseen las características lingüísticas más conservadoras y más distintas entre sí.
Desde un punto de vista social, las variantes más importantes son las de Santiago y São Vicente, y cualquier estudio superficial del criollo debe tener en cuenta por lo menos estas dos variantes. Son las variantes de los dos principales núcleos urbanos (Praia y Mindelo), son las variantes con el mayor número de hablantes y son variantes con una tendencia glotofagista sobre las variantes vecinas.
Diferencias entre los criollos de Cabo Verde:
| Criollo de Fogo                          | Criollo de Santiago                      | Criollo de São Nicolau                          | Criollo de São Vicente                          | Criollo de Santo Antão                          | Portugués                        | Español           | Papiamento Aruba | Papiamentu Curazao y Bonaire |
| ---------------------------------------- | ---------------------------------------- | ----------------------------------------------- | ----------------------------------------------- | ----------------------------------------------- | -------------------------------- | ----------------- | ---------------- | ---------------------------- |
| Ês frâ-m’. [es fɾɐ̃]                      | Ês flâ-m’. [es flɐ̃]                      | Ês fló-m’. [es flɔm]                            | Ês dzê-m’. [eʒ dzem]                            | Ês dzê-m’. [eʒ dzem]                            | Eles disseram-me.                | Ellos me dijeron. | Nan a bisa mi.   | Nan a bisa mi.               |
| Bú câ ê bunítu. [bu kɐ e buˈnitu]        | Bú câ ê bunítu. [bu kɐ e buˈnitu]        | Bô câ ê b’nít’. [bo kɐ e bnit]                  | Bô câ ê b’nít’. [bo kɐ e bnit]                  | Bô n’ ê b’nít’. [bo ne bnit]                    | Tu não és bonito.                | No eres bonito.   | Bo no ta bunita. | Bo no ta bunita              |
| M’ câ sabê. [ŋ kɐ sɒˈbe]                 | M’ câ sâbi. [ŋ kɐ ˈsɐbi]                 | M’ câ sabê. [m kɐ saˈbe]                        | M’ câ sabê. [m kɐ saˈbe]                        | Mí n’ séb’. [mi n sɛb]                          | Eu não sei.                      | No sé.            | Mi no sa.        | Mi no sa                     |
| Cumó’ qu’ ê bú nômi? [kuˈmɔ ke bu ˈnomi] | ’Módi qu’ ê bú nómi? [ˈmɔdi ke bu ˈnɔmi] | Qu’ manêra qu’ ê bô nôm’? [k mɐˈneɾɐ ke bo nom] | Qu’ manêra qu’ ê bô nôm’? [k mɐˈneɾɐ ke bo nom] | Qu’ menêra qu’ ê bô nôm’? [k meˈneɾɐ ke bo nom] | Como é o teu nome?               | ¿Cómo te llamas?  | Con bo ta yama?  | Kon bo ta jama?              |
| Bú podê djudâ-m’? [bu poˈde ʤuˈdɐ̃]       | Bú pôdi djudâ-m’? [bu ˈpodi ʤuˈdɐ̃]       | Bô podê j’dó-m’? [bo poˈde ʒdɔm]                | Bô podê j’dá-m’? [bo poˈde ʒdam]                | Bô podê j’dé-m’? [bo poˈde ʒdɛm]                | Podes ajudar-me?                 | ¿Puedes ayudarme? | Bo por yuda mi?  | Bo por juda mi?              |
| Spiâ lí! [spiˈɐ li]                      | Spía li! [spˈiɐ li]                      | Spiâ li! [spiˈɐ li]                             | Spiá li! [ʃpiˈa li]                             | Spiá li! [ʃpiˈa li]                             | Olha cá!                         | ¡Mira acá!        | Mira aki!        | Mira aki!                    |
| Ê’ cantâ. [e kɒ̃ˈtɐ]                      | Ê’ cánta. [e ˈkãtɐ]                      | Êl cantâ. [el kɐ̃ˈtɐ]                            | Êl cantá. [el kɐ̃ˈta]                            | Êl cantá. [el kɐ̃ˈta]                            | Ele/ela cantou.                  | El/Ella cantó.    | El a canta.      | El a kanta.                  |
| Bú tâ cantâ. [bu tɐ kɒ̃ˈtɐ]               | Bú tâ cánta. [bu tɐ ˈkãtɐ]               | Bô tâ cantâ. [bo tɐ kɐ̃ˈtɐ]                      | Bô tâ cantá. [bo tɐ kɐ̃ˈta]                      | Bô tɐ cantá. [bo tɐ kɐ̃ˈta]                      | Tu cantas.                       | Tú cantas.        | Bo ta canta.     | Bo ta kanta.                 |
| M’ stâ cantâ. [ƞ sta kɒ̃ˈtɐ]              | M’ sâ tâ cánta. [ƞ sɐ ta ˈkãtɐ]          | M’ tâ tâ cantâ. [m tɐ tɐ kɐ̃ˈtɐ]                 | M’ tí tâ cantá. [m ti tɐ kɐ̃ˈta]                 | M’ tí tâ cantá. [m ti tɐ kɐ̃ˈta]                 | Eu estou a cantar.               | Estoy cantando.   | Mi ta cantando.  | Mi ta kantando.              |
| Screbê [skɾeˈbe]                         | Scrêbi [ˈskɾebi]                         | Screbê [skɾeˈbe]                                | Screvê [ʃkɾeˈve]                                | Screvê [ʃkɾeˈve]                                | Escrever                         | Escribir          | Skirbi           | Skirbi                       |
| Gossím [ɡɔˈsĩ]                           | Góssi [ˈɡɔsi]                            | Grinhassím [ɡɾiɲɐˈsĩ]                           | Grinhassím [ɡɾiɲɐˈsĩ]                           | Grinhessím [ɡɾiɲeˈsĩ]                           | Agora                            | Ahora             | Awo              | Awó                          |
| Pôrcu [ˈpoɾku]                           | Pôrcu [ˈpoɾku]                           | Pôrc [ˈpoɾk]                                    | Tchúc’ [ʧuk]                                    | Tchúc’ [ʧuk]                                    | Porco                            | Puerco            | Porco            | Porko                        |
| Conxê [kõˈʃe]                            | Cônxi [ˈkõʃi]                            | Conxê [kõˈʃe]                                   | Conxê [kõˈʃe]                                   | Conxê [kõˈʃe]                                   | Conhecer                         | Conocer           | Conoce           | Konosé                       |
| Dixâ [diˈʃɐ]                             | Dêxa [ˈdeʃɐ]                             | D’xâ [ʧɐ]                                       | D’xá [ʧa]                                       | D’xá [ʧa]                                       | Deixar                           | Dejar             | Laga             | Laga                         |
| Dixâ-m’ quétu! [diˈʃɐ̃ ˈkɛtu]             | Dexâ-m’ quétu! [deˈʃɐ̃ ˈkɛtu]             | D’xó-m’ quêt’! [ʧɔm ket]                        | D’xá-m’ quêt’! [ʧam ket]                        | D’xé-m’ quêt’! [ʧɛm ket]                        | Deixa-me quieto!                 | ¡Déjame quieto!   | Laga mi keto!    | Laga mi ketu!                |
| Dôci [ˈdosi]                             | Dóxi [ˈdɔʃi]                             | Dôç’ [dos]                                      | Dôç’ [dos]                                      | Dôç’ [dos]                                      | Doce                             | Dulce             | Dushi            | Dushi                        |
| Papiâ [pɒˈpjɐ]                           | Pâpia [ˈpɐpjɐ]                           | Papiâ [pɐˈpjɐ]                                  | Falá [fɐˈla]                                    | Falá [fɐˈla]                                    | Falar                            | Hablar            | Papia            | Papia                        |
| Cúrpa [ˈkuɾpɐ]                           | Cúlpa [ˈkulpɐ]                           | Cúlpa [ˈkulpɐ]                                  | Cúlpa [ˈkulpɐ]                                  | Cúlpa [ˈkulpɐ]                                  | Culpa                            | Culpa             | Culpa            | Kulpa                        |
| Nhôs amígu [ɲoz ɒˈmigu]                  | Nhôs amígu [ɲoz ɐˈmigu]                  | B’sôt’ amígu [bzot ɐˈmiɡu]                      | B’sôt’ amíg’ [bzot ɐˈmiɡ]                       | B’sôt’ emíg’ [bzot eˈmiɡ]                       | O vosso amigo (O amigo de vocês) | Vuestro amigo     | Boso amigo       | Boso amigu                   |
| Scúru [ˈskuru]                           | Sucúru [suˈkuru]                         | Scúr’ [skur]                                    | Scúr’ [ʃkur]                                    | Scúr’ [ʃkur]                                    | Escuro                           | Oscuro            | Scur             | Sukú                         |
| Cárru [ˈkaru]                            | Cáru [ˈkaɾu]                             | Córr’ [kɔʀ]                                     | Córr’ [kɔʀ]                                     | Córr’ [kɔʀ]                                     | Carro                            | Coche             | Auto             | Outo                         |
| Lébi [ˈlɛbi]                             | Lébi [ˈlɛbi]                             | Lêb’ [leb]                                      | Lêv’ [lev]                                      | Lêv’ [lev]                                      | Leve                             | Ligero            | Lihe             | lihé                         |

## Ejemplo
Mayra Andrade escribió una canción en este idioma y fue compuesta por Idan Raichel:
Criollo

Ôdjus Fitxadu
 
Ôji ta djôbi pa seu 

Kêl ki-m ôdja foi strelas 

ta fla-m m-o bai p-o ka bem màs, krêtxeu 

Pidi anjus di Deus 

Pa bem buska un mudjêr 

ki ka krê lêba sê vida sêm bu amor 

bu amor… 

Rainha na disampàru 

'N sta djôbi kaminhu 

ku spada y forsa di sodadi y dor 

ku alma livri na tempu 

‘N krê vivi ku ôdjus fitxadu 

pa-m têne-u djuntu ku mi 

ku mi... 
Portugués

Olhos fechados

Hoje olhei para o céu 

o que vi foram estrelas 

que me disseram que ias mas não voltavas, meu amor 

Pedi aos anjos de Deus 

para virem buscar uma mulher 

que não quer levar a vida sem o teu amor 

teu amor... 

Rainha desamparada 

procuro o caminho 

com a espada e a força da saudade e da dor 

Com alma livre no tempo 

quero viver com os olhos fechados para ter-te comigo, 

comigo...
Español

Ojos cerrados

Hoy miré al cielo 

lo que vi fueron estrellas 

quien me dijo que te ibas pero no volvías mi amor 

Le pregunté a los ángeles de Dios 

venir a buscar una mujer 

quien no quiere vivir la vida sin tu amor 

tu amor... 

Reina indefensa 

busco el camino 

con la espada y la fuerza del anhelo y el dolor 

Con el alma libre en el tiempo 

quiero vivir con los ojos cerrados  para
tenerte conmigo, 

conmigo...
- Datos: Q35963
- Multimedia: Cape Verdean creole / Q35963